# سید مهدی حسینی روحانی
سید مهدی حسینی روحانی قمی (زاده ۲۴ تیر ۱۳۰۴_ درگذشته ۳ آذر ۱۳۷۹) از روحانیون شیعه و نماینده ۳ دوره مجلس خبرگان رهبری بود.

## زندگی‌نامه
سید مهدی حسینی روحانی در تاریخ ۲۳ ذی الحجه ۱۳۴۳ هجری قمری (۱۳۰۳ هجری خورشیدی)، متولد شد. پدر او «سید ابوالحسن روحانی» از علمای حوزه علمیه قم بود و مادرش دختر «سید فخرالدین قمی» از نوادگان میرزای قمی بود. سید محمد روحانی و سید صادق روحانی که هر دو از مراجع تقلید بودند، پسر عمو سید مهدی هستند.
پدربزرگ او «سید صادق قمی» (۱۲۵۵- ۱۳۳۸) از شاگردان شیخ مرتضی انصاری بود و یگانه مرجع مرافعات و حل و فصل دعاوی، و رفع خصومت بین مردم می‌کرد و در امر قضاوت ذکاوت عجیبی داشت، محمد علی شاه آبادی داماد او بود.

## تحصیلات
سید مهدی روحانی در دوره رضاشاه به یادگیری دانش دینی روی آورد. ادبیات و سطوح را از «سید مرتضی علوی فریدنی»، «میرزا محمدعلی ادیب تهرانی»، «جعفر صبوری قمی» و «عبدالرزاق قاینی» آموخت و با «محمد حسینی قاینی» این درس‌ها را مباحثه می‌کرد.
او در ۱۹ سالگی به نجف سفر کرد و بخش زیادی از سطوح عالی را از «میرزا حسن یزدی»، «سید یحیی مدرسی یزدی» و میرزا باقر زنجانی فرا گرفت. سپس در سال ۱۳۷۰ قمری به قم بازگشت و قسمت‌های باقی ماندهٔ رسائل (برائت و اشتغال) را از سید روح‌الله خمینی و مکاسب را از قاینی و جلد اول کفایه را محمدعلی حائری کرمانی آموخت. سپس با مراجعه به سید محمد حجت کوه‌کمری، حسین بروجردی، سید محمد محقق داماد، سید احمد خوانساری و سید محمدحسین طباطبایی دروس فقه، اصول، فلسفه، کلام و تفسیر بهره‌های فراوان برد و مبانی علمی‌اش را تقویت ساخت.

## اساتید
- سید حسین بروجردی
- سید محمد محقق داماد
- میر سید علی بهبهانی
- سید روح‌الله خمینی
- سید محمدحسین طباطبایی
- میرزا باقر زنجانی
- سید ابوالقاسم خویی
- سید محمد حجت کوهکمری
- سید احمد خوانساری[۶][۷]

## تألیفات[۸]

#### چاپ شده
1. فرقة السلفیة و تطوراتها فی التاریخ
2. بحوث مع اهل السنة والسلفیة
3. الوتر ثلاث رکعات
4. احادیث اهل بیت علیهم السلام عن طرق اهل السنة

#### چاپ نشده
1. حاشیه بر تفسیر جوامع الجامع
2. تفسیر سوره فجر
3. تفسیر سوره حمد
4. تاریخ فرق و مذاهب اسلامی
5. یادداشت‌های فقهی

#### مقالات
1. اشاعره (بخش اول)، مکتب اسلام، خرداد ۱۳۳۸.
2. اشاعره (بخش دوم)، مکتب اسلام، تیر ۱۳۳۸.
3. فواتح سور، مکتب اسلام، مرداد ۱۳۳۸.
4. اشاعره (بخش سوم)، مکتب اسلام، شهریور ۱۳۳۸.
5. پیشنهادی برای تعیین خط دقیق قبله، مجله‌ی نور علم، بهمن ۱۳۶۳.
6. مصاحبه پیرامون مسائل حوزه و...، مجله‌ی نور علم، بهمن ۱۳۶۷.
7. النظرات الفقهیة والاصولیة للشیخ البهائی، مجلة الثقافة الاسلامیة، ش ۵.
8. مبدأ تاریخ، هجری یا میلادی؟ (نقدی بر مقاله‌ی تقی زاده)، مجموعه سیمای اسلام.
9. مقدمه بر کتاب سر السعادة (نوشته مرحوم احمد روحانی).
10. رساله‌ای در تجوید (فارسی).

## درگذشت
در روز پنج شنبه، سوم آذرماه سال ۱۳۷۹ شمسی (۲۶ شعبان ۱۴۲۱ ق) سیدمهدی روحانی در ۷۷ سالگی درگذشت و پیکرش در ضلع شمالی مسجد بالاسر حرم فاطمه معصومه در کنار قبر میرزا علی احمدی میانجی به خاک سپرده شد.
سید علی خامنه ای در پیام تسلیت خود برای سید مهدی حسینی ابراز تأسف کرد و به ویژگی‌های و فعالیت‌های او در دوران انقلاب اشاره کرد.